# Crime doloso
O crime doloso, também chamado de crime ou dano comissivo ou intencional, é aquele em que o agente prevê o resultado lesivo de sua conduta e, mesmo assim, leva-a adiante, ocasionando o resultado.
Classifica-se em direto, quando há a previsão do resultado lesivo mais a vontade livre e consciente de produzi-lo, e indireto, quando há a previsão do resultado lesivo mais a aceitação de sua ocorrência.

## Crimes dolosos no Brasil

### Conceito de dolo
Dolo é a vontade e a consciência de realizar os elementos que constituem um tipo legal. Mais amplamente, é a vontade manifestada pela pessoa humana de realizar a conduta.
O dolo é composto por consciência (conhecimento do fato que constitui a ação típica) e vontade (desejo de realizar esse fato).
A definição de crime doloso está prevista no artigo 18, inciso I do Código Penal Brasileiro. O crime doloso, também chamado de crime ou dano comissivo ou intencional, é aquele em que o agente prevê o resultado lesivo de sua conduta e, mesmo assim, leva-a adiante, ocasionando o resultado. O parágrafo segundo do mencionado artigo ressalta que, em regra, para que alguém seja punido, tem que ter praticado crime de forma dolosa (ou seja, de forma intencional), ressalvados os casos de punição por conduta culposa previstos em lei.
Os crimes dolosos contra a vida, previstos nos artigos 121 a 128 do Código Penal Brasileiro (como o homicídio), são julgados no Tribunal do Júri, através de júri popular, presidido por um juiz. 

### Espécies de dolo
O dolo na doutrina brasileira pode ser:
- Natural: dolo concebido como elemento puramente psicológico, desprovido de qualquer juízo de valor.
- Normativo: pressupõe a existência de uma norma que classifique a conduta como dolosa.
- Direto (ou determinado): vontade de realizar a conduta e produzir o resultado.
- Indireto (ou indeterminado): o agente não quer diretamente o resultado, mas aceita a possibilidade de produzi-lo (dolo eventual), ou não se importa em produzir este ou outro resultado (dolo alternativo).
- De dano: vontade de produzir uma lesão efetiva a um bem jurídico (Código Penal Brasileiro, arts. 121 e 155, por exemplo).
- De perigo: vontade de expor o bem jurídico a um perigo de lesão (Código Penal Brasileiro, arts. 132 e 133, por exemplo).
- Genérico: vontade de realizar conduta sem um fim especial.
- Específico: vontade de realizar conduta com um fim específico.
- Geral (ou erro sucessivo): prática de conduta após o suposto resultado que efetivamente resulta no objetivo alcançado (exemplo: A atira em B com o fim de matá-lo para depois esfaqueá-lo; mas a morte somente decorre do esfaqueamento).